# Rajd Madery 1993
Rajd Madery 1993 (34. Rali Vinho da Madeira) – 34. edycja rajdu samochodowego Rajd Madery rozgrywanego we Portugalii. Rozgrywany był od 5 do 6 sierpnia 1993 roku. Była to trzydziesta czwarta runda Rajdowych Mistrzostw Europy w roku 1993 (rajd miał najwyższy współczynnik – 20) oraz ósma runda Rajdowych Mistrzostw Portugalii.

## Klasyfikacja rajdu
| Miejsce                            | Kierowca                     | Pilot                        | Samochód                     | Czas                         | Strata                       |                              |
| Klasyfikacja generalna i ERC       | Klasyfikacja generalna i ERC | Klasyfikacja generalna i ERC | Klasyfikacja generalna i ERC | Klasyfikacja generalna i ERC | Klasyfikacja generalna i ERC | Klasyfikacja generalna i ERC |
| ---------------------------------- | ---------------------------- | ---------------------------- | ---------------------------- | ---------------------------- | ---------------------------- | ---------------------------- |
| 1.                                 | Patrick Snijers              | Dany Colebunders             | Ford Escort RS Cosworth      | 3:10:22                      | 0.0                          |                              |
| 2.                                 | Ramón Ferreyros              | Georges Van Oosten           | Lancia Delta HF Integrale    | 3:11:21                      | +59                          |                              |
| 3.                                 | Fernando Peres               | Ricardo Caldeira             | Ford Escort RS Cosworth      | 3:11:51                      | +1:29                        |                              |
| 4.                                 | Pierre-César Baroni          | Didier Breton                | Lancia Delta HF Integrale    | 3:15:35                      | +5:13                        |                              |
| 5.                                 | Sergio Pianezzola            | Dino Zanatta                 | Lancia Delta HF Integrale    | 3:18:20                      | +7:58                        |                              |
| 6.                                 | Jorge Bica                   | Joaquim Capelo               | Lancia Delta HF Integrale    | 3:21:44                      | +11:22                       |                              |
| 7.                                 | Dominique Bruyneel           | Jan Debeaussaert             | Lancia Delta Integrale 16V   | 3:22:54                      | +12:32                       |                              |
| 8.                                 | Américo Campos               | José Camacho                 | Volkswagen Golf II GTi 16V   | 3:29:33                      | +19:11                       |                              |
| 9.                                 | António Abel                 | Jacinto Ferreira             | Ford Escort RS Cosworth      | 3:31:07                      | +20:45                       |                              |
| 10.                                | Luís Mendes Gomes            | Roberto Fernandes            | Ford Sierra RS Cosworth 4x4  | 3:33:36                      | +23:14                       |                              |
| Klasyfikacja mistrzostw Portugalii |                              |                              |                              |                              |                              |                              |
| 1.                                 | Fernando Peres               | Ricardo Caldeira             | Ford Escort RS Cosworth      | 3:11:51                      | 0.0                          |                              |
| 2.                                 | Jorge Bica                   | Joaquim Capelo               | Lancia Delta HF Integrale    | 3:21:44                      | +9:53                        |                              |
| 3.                                 | Américo Campos               | José Camacho                 | Volkswagen Golf II GTi 16V   | 3:29:33                      | +17:42                       |                              |
| 4.                                 | António Abel                 | Jacinto Ferreira             | Ford Escort RS Cosworth      | 3:31:07                      | +19:16                       |                              |
| 5.                                 | Luís Mendes Gomes            | Roberto Fernandes            | Ford Sierra RS Cosworth 4x4  | 3:33:36                      | +21:45                       |                              |